# Johann Baptist Dilger

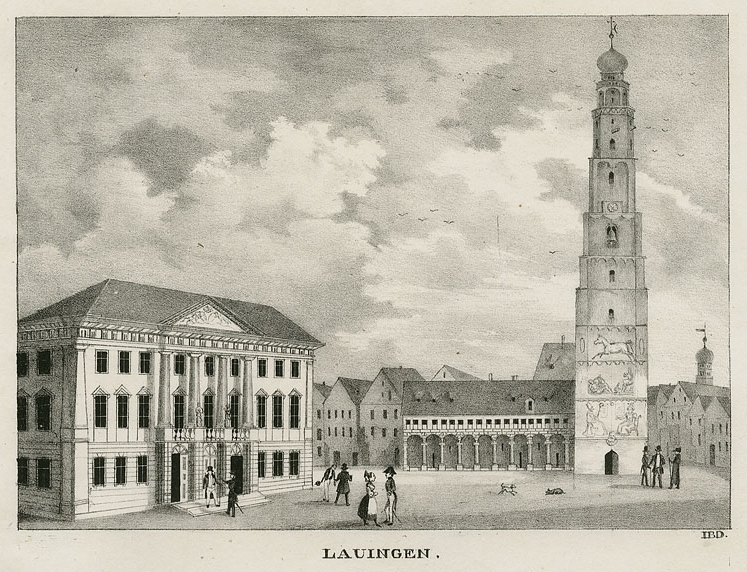
Lauingen

Johann Baptist Dilger (* 24. Februar 1814 in München; † 10. März 1847 ebenda) war ein bayerischer Zeichner und Lithograf.
Dilger studierte ab November 1836 Malerei an der Akademie der Bildenden Künste München. Um die Jahre 1839/1840 war er Mitglied im Kunstverein München und gab Zeichenunterricht. Von 1837 bis 1841 gab er das "Vaterländische Magazin für Belehrung und Unterhaltung" heraus, das in jedem Heft eine eigenhändige Lithographie enthielt. Er gilt als Bildchronist der Biedermeierzeit.

## Werke
- Christus am Throne (Lithographie)
- Unsre Liebe Frau von Siege in Paris (Lithographie)
- Burg Hals, Zeichnung und Lithographie ca. 1840[4]
- Veste Coburg, Lithographie um 1835[5]
- Tambach, Lithographie aus dem "Vaterländischen Magazin" 1841[6]